# Pachysomoides cubensis
Pachysomoides cubensis là một loài tò vò trong họ Ichneumonidae.